# 島田正文
島田 正文（しまだ まさふみ、1951年 -　）は、日本の造園学者。日本大学生物資源科学部くらしの生物学科特任教授・博士（農学）。登録ランドスケープアーキテクトフェロー。

## 来歴
1975年に日本大学農獣医学部農学科を卒業して引き続き大学院に進み、1977年に大学院農学研究科農学専攻修士課程を修了した。
1977年4月から日本大学短期大学部助手（1982年4月から専任講師）となる。助教授（1991年4月）を経て、1999年4月に教授に昇進した。
2007年4月から日本造園学会副会長を務める。また、ランドスケープコンサルタンツ協会 理事・副会長ともなる。
2015年4月から日本大学大学院生物資源科学研究科ならびに日本大学生物資源科学部くらしの生物学科教授となる。2017年4月からは、日本大学大学院生物資源科学研究科兼担講師・日本大学 生物資源科学部くらしの生物学科特任教授を務める。

## 表彰等
- 1999年5月 日本造園学会賞
- 2000年3月 日本大学生物資源科学部長賞
- 2005年11月 環境情報科学センター 環境情報科学ポスターセッション事務局長賞
- 2005年5月 環境情報科学センター特別賞
- 2006年5月 環境情報科学センター 環境情報科学センター特別賞
- 2009年11月 会津若松市 市政功労者
- 2012年12月 藤沢市生物環境科学研究センタービオトープ管理者養成講座（上級編）運営における技術的支援でランドスケープコンサルタンツ協会賞・マネジメント部門・奨励賞
- 2014年11月 江東区 自治功労者
- 2017年10月 藤沢市 表彰
- 2017年6月 日本造園修景協会 日本造園修景協会設立40周年記念特別表彰[7]
- 2017年5月 第39回日本公園緑地協会北村賞[7][8]

## 著書
- 『津軽の庭』(共著）観光資源保護財団、1978年
- 『造園修景大事典』(共著）同朋社出版、1980年
- 『都市地域における緑視環境の形成に関する調査研究』(共著）日産科学振興財団、1988年
- 『東京圏丘陵地の防災アセスメント』(共著）地域開発コンサルタンツ、1989年
- 『リゾート開発計画論』(共著）ソフトサイエンス社、1989年
- 『農村計画学の展開』(共著） 財・農林統計協会、1993年
- 『私立大学の授業を変える－マルチメディアを活用した教育の方向性－』(共著）私立大学情報教育協会、1996年
- 『都市における昆虫類の生息と緑化に関する研究』体育施設出版 、1997年
- 『ランドスケープ大系 第2巻 ランドスケープの計画』(共著）技報堂出版、1998年
- 『生態工学』(共著） 朝倉書店、2002年
- 『自然環境に配慮した道路づくりマニュアル』<自然環境配慮設計の手引き> (共著）国土交通省関東地方整備局、2003年
- 『生物環境科学入門』（共著）森北出版  2004年
- 『GIS技術入門・活用マニュアル』 (共著）日本大学生物資源科学部GIS教育研究会  2004年）
- 日本沿岸域学会（編）『沿岸域環境事典 (共著）共立出版  2004年7月
- 『環境都市計画事典』（編著）朝倉書店、2005年
- 『ランドスケープアーキテクトになる本』<RLA資格認定試験ガイドブック> (分担執筆） 成隆出版 、2009年
- 『ランドスケープ計画・設計論 = LANDSCAPE ARCHITECTURE』（丸田頼一と編著）技報堂、2012年
- 『地域資源の活用による地域活性化と大学の役割』(共著）農林統計協会、2014年
- 『休閒・福祉農業の現状と農地保全に係わる今後の展開』(分担執筆）龍渓書舎、2017年